# Cesare Bovo
Cesare Bovo, italijanski nogometaš, * 14. januar 1983, Rim, Italija.
Sodeloval je na nogometnemu delu poletnih olimpijskih iger leta 2004.